# Hexisopus reticulatus
Espèce
Hexisopus reticulatus est une espèce de solifuges de la famille des Hexisopodidae.

## Distribution
Cette espèce est endémique d'Afrique du Sud. Elle se rencontre vers les chutes d'Augrabies.

## Description
Le mâle holotype mesure 11,25 mm.

## Publication originale
- Purcell, 1902 : On some South African Arachnida belonging to the orders Scorpiones, Pedipalpi, and Solifugae. Annals of the South African Museum, vol. 2, p. 137–225 (texte intégral).